# Martin Bauch
Martin Bauch (* 12. Mai 1950 in Schwäbisch Hall) ist ein deutscher Kommunalpolitiker (SPD). Von 1990 bis 1998 war er Oberbürgermeister von Geislingen an der Steige. Zuvor war er von 1977 bis 1990 Bürgermeister von Süßen.

## Leben und Beruf
Nach dem Abitur in Giengen an der Brenz und zweijährigem Wehrdienst studierte Bauch von 1971 bis 1976 Verwaltungswissenschaften in Konstanz. Im November 1976 wurde er zum Bürgermeister der Gemeinde Süßen gewählt und im Januar 1977 vereidigt. Von 1990 bis 1998 war Bauch Oberbürgermeister in Geislingen an der Steige. Anschließend war er selbständig in der Kommunalberatung bei Kommunen sowie kirchlichen und sozialen Trägern tätig. Von 1989 bis 2007 gehörte Bauch der Württembergische Evangelische Landessynode an. Er war von 2000 bis 2017 Mitglied und zeitweilig Vorsitzender des Stiftungsrats der BruderhausDiakonie. Seit vielen Jahren engagiert er sich zudem als Vorsitzender des Stadtseniorenrat in Süßen.

## Politik
Bauch ist seit 1971 Mitglied der SPD und wurde schon als Student in den Ortschaftsrat von Litzelstetten gewählt. Von November 1979 bis August 1994 war er Mitglied des Kreistag des Landkreis Göppingen.

## Privates
Bauch ist evangelisch und verheiratet. Er lebt mit seiner Frau in Süßen.